# ATPIF1
ATPIF1 (англ. ATPase inhibitory factor 1) – білок, який кодується однойменним геном, розташованим у людей на короткому плечі 1-ї хромосоми. Довжина поліпептидного ланцюга білка становить 106 амінокислот, а молекулярна маса — 12 249.
| 10         |  | 20         |  | 30         |  | 40         |  | 50         |
| ---------- |  | ---------- |  | ---------- |  | ---------- |  | ---------- |
| MAVTALAART |  | WLGVWGVRTM |  | QARGFGSDQS |  | ENVDRGAGSI |  | REAGGAFGKR |
| EQAEEERYFR |  | AQSREQLAAL |  | KKHHEEEIVH |  | HKKEIERLQK |  | EIERHKQKIK |
| MLKHDD     |  |            |  |            |  |            |  |            |

A: Аланін

D: Аспарагінова кислота

E: Глутамінова кислота

F: Фенілаланін

G: Гліцин

H: Гістидин

I: Ізолейцин

K: Лізин

L: Лейцин

M: Метіонін

N: Аспарагін

Q: Глутамін

R: Аргінін

S: Серин

T: Треонін

V: Валін

W: Триптофан

Кодований геном білок за функцією належить до фосфопротеїнів. 
Задіяний у такому біологічному процесі як альтернативний сплайсинг. 
Локалізований у мітохондрії.